# Самострахование
Самострахование (англ. Self-insurance) — наиболее ранний и простой метод организации страховой защиты. Другие, более сложные методы (взаимное страхование, коммерческое страхование) появились позже и для широкого спектра рисков обеспечивают более надёжную и дешёвую страховую защиту.

## История
На ранних фазах развития общества резервные фонды, предназначенные для использования при неблагоприятных обстоятельствах, могли представлять собой запасы зерна, пресной воды, продуктов питания и других жизненно важных продуктов и материалов. Нередко такие резервные фонды создавались коллективно, на основе простой договорённости между участниками сообщества, создающего резервный фонд (семьи, общины). Решение об использовании средств этого фонда принималось в соответствии с иерархией, существовавшей в том или ином хозяйствующем субъекте. Широко известный пример формирования резервов провианта на уровне государства — описанная в книге Бытие санкционированная фараоном политика Иосифа, нацеленная на создание в течение «семи тучных лет» запаса зерна, достаточного для безболезненного прохождения Египтом «семи тощих» — неурожайных — лет.
Метод самострахования применялся на протяжении всей истории человечества и продолжает использоваться в настоящее время. Например, государство за счёт бюджетных средств формирует фонды, предназначенные для использования в случае войны, стихийных бедствий, техногенных катастроф и др.

## Характерные признаки самострахования
- Единоличное владение страхователем страховым фондом на правах собственности и полное распоряжение им по собственному усмотрению (страхователь сам определяет порядок использования страхового фонда и фиксирует наступление страхового случая);
- Неиспользование привлечённых (внешних) страховых фондов — отсутствие страховщика;
- Страховой фонд создаётся самим страхователем;
- Ответственность страхователя в части создания страховых фондов и страховых программ только перед самим собой;
- Нетоварный характер страхования.

## Формирование страхового фонда
Используя самострахование, страхователь (физическое или юридическое лицо, семья, муниципальное образование, государство и т. д.) за счёт собственных средств формирует страховой фонд, который он намеревается использовать в определённых страховых случаях. Страхователь самостоятельно создаёт для себя страховые программы в нетоварной (натуральной или финансовой) форме и сам выступает в роли страховщика.
Страхователи - физические лица формируют страховой фонд за счёт своего дохода, юридические лица — за счёт прибыли или средств, зачисляемых в себестоимость производимой им продукции, государство — за счёт бюджетных средств.